# Мотовилихинский пруд
Мотовилихинский пруд — искусственный водоём в центральной части Мотовилихинского района Перми. Был создан в 1736—1738 годах для нужд Мотовилихинского медеплавильного завода. Самый крупный пруд Перми.
Расположен в северо-восточной части города, при слиянии рек Малая и Большая Мотовилиха. Вытянут с северо-запада на юго-восток на 600 м при ширине до 190 м. Средняя глубина пруда составляет 3,4 м; максимальная глубина — 4,58 м. Площадь водоёма — 0,8—0,9 км². Вблизи пруда находится парк «Райский сад», через который проходит водоотводный канал, вытекающий из пруда. В северо-восточной части водоёма оборудован пляж. Является популярным местом отдыха жителей Перми.

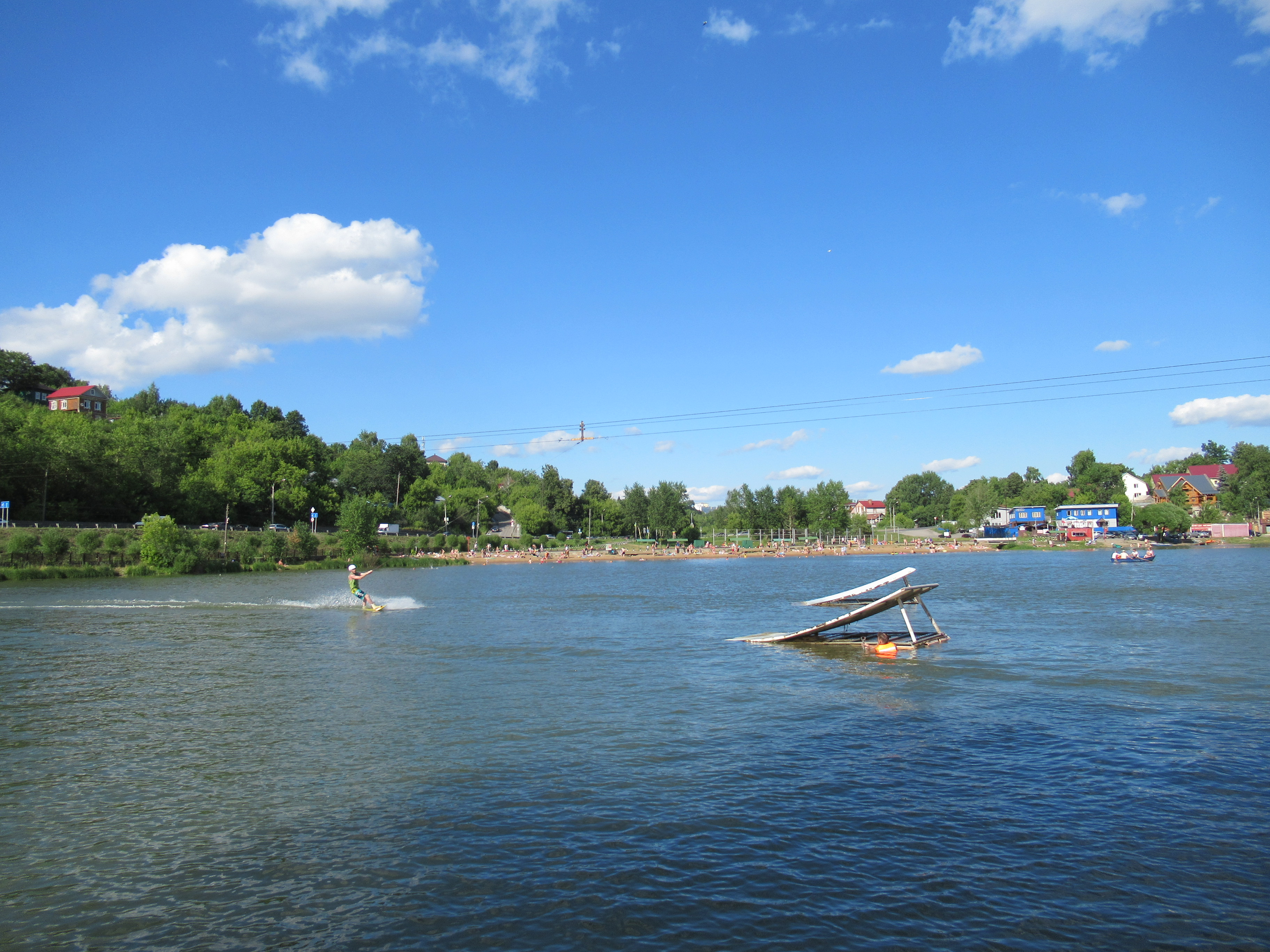
Мотовилихинский пруд
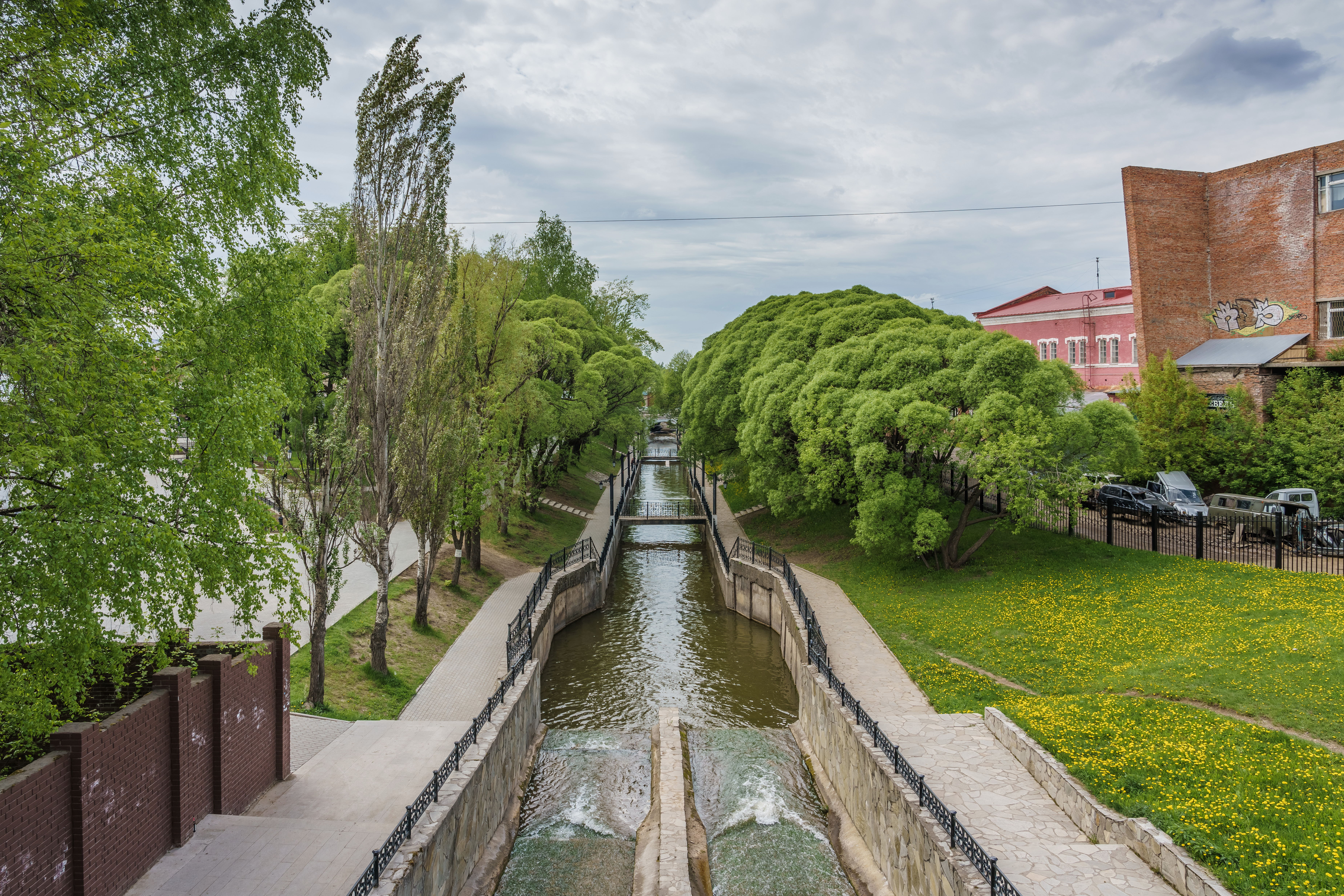
Водоотводный канал в Райском саду
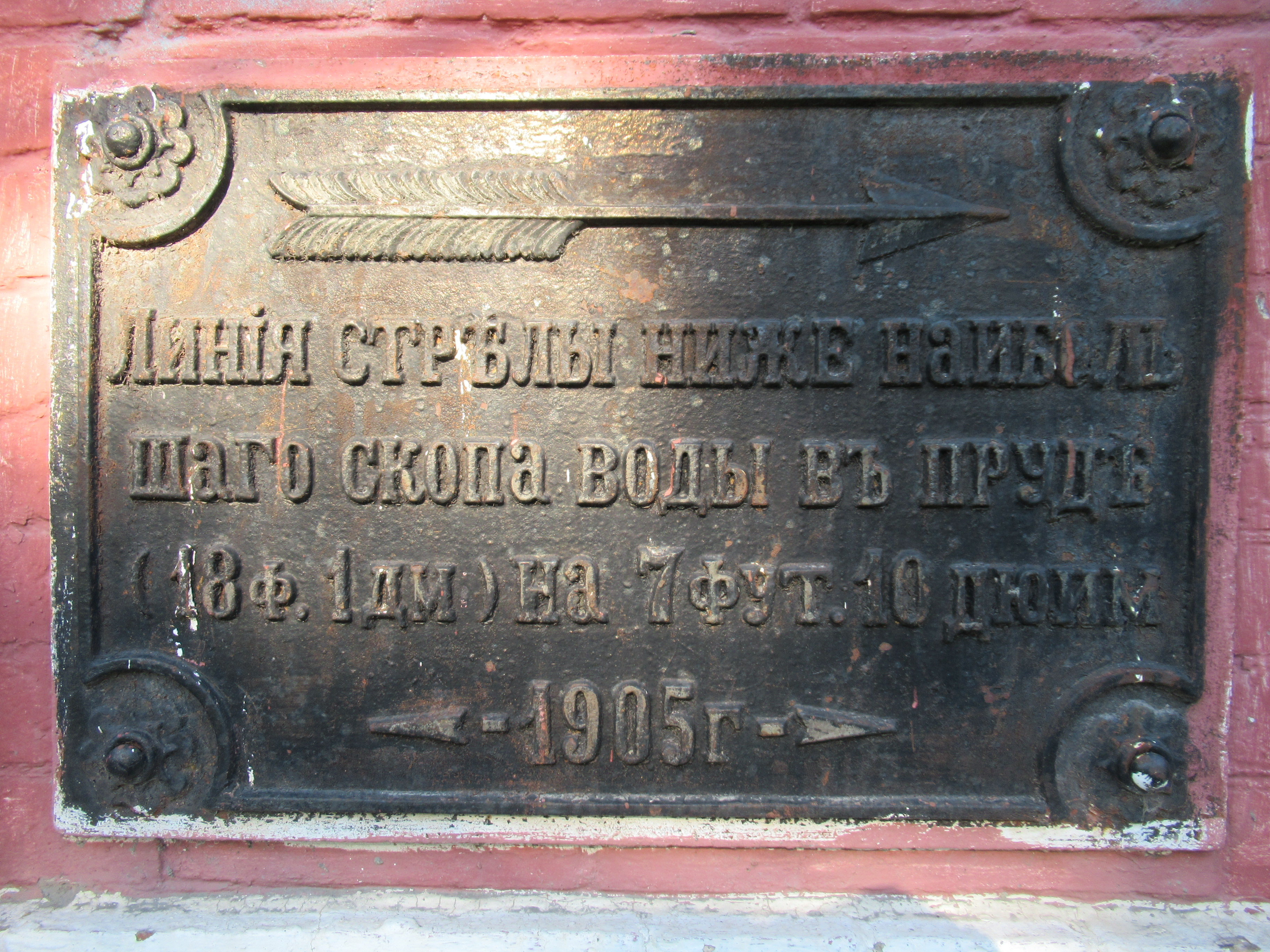
Отметка на бывшем Народном доме об уровне воды в 1905 году